# 霧のバラード (映画)
『霧のバラード』（きりのバラード）は、1969年4月12日に松竹が配給した、梅津明治郎監督、栗塚旭主演のムードアクション映画。
美川憲一のレコード「霧のバラード」を使用したタイトルで、美川も出演していることから、レコード会社の日本クラウンも製作に名を連ねている。西郷輝彦も西郷輝彦として本人役で出演している。

## あらすじ
主人公の乾という男が、スナックの経営者から、とある女と男の逃走を依頼される。その女は、かつて乾を裏切って彼から去った女であった。連れの男の切実な事情を知り、仕方なく逃走を助けることにするが、彼らの計画は既にやくざ組織の知るところであった。

## 配役
- 栗塚旭 : 乾啓吾
- 佐藤友美 : 麻生加代
- 吉田輝雄 : 坂口弘
- 美川憲一 : 小山俊夫
- 朝丘雪路 : 戸川文枝
- 笹みどり : 本人役
- 西郷輝彦 : 本人役
- 砂塚秀夫 : 佐々木三郎
- 土方弘 : 大森武男
- 諸角啓二郎 : 南元次
- 園田健二 : 杉山
- 岡本忠行 : 小原
- 堀田真三 : 東田健
- 小松方正 : 小山剛造

## スタッフ
- 監督 : 梅津明治郎
- 脚色 : 長谷川公之
- 製作 : 織田明
- 音楽 : 井上忠也
- 撮影 : 浜島和水
- 編集 : 大沢しづ

## 併映作品
- 『殺すまで追え 新宿25時』: 長谷和夫監督